# La Seine à Argenteuil (Sisley)
Pour les articles homonymes, voir La Seine à Argenteuil.
La Seine à Argenteuil est un tableau d'Alfred Sisley peint en 1872. Il se trouve actuellement au musée Faure à Aix-les-Bains.

## Contexte
En 1872, Alfred Sisley rejoint Claude Monet, installé à Argenteuil depuis son retour de Hollande en décembre 1871. En 1872, Sisley réalise trois campagnes de peinture à Argenteuil et à Villeneuve-la-Garenne 

## Description
Alfred Sisley peint sur cette toile un des thèmes caractéristiques de l'impressionnisme en figurant une large étendue d'eau sous un ciel peu nuageux. Des peupliers à droite et une barque de pêcheur à gauche ne sont figurés que pour mettre l'accent sur la fluidité du fleuve et de l'espace céleste.
Dans cette œuvre, la Seine est représentée par Sisley comme une source de travail dans la région d'Argenteuil, comme dans Pêcheurs étendant leurs filets, une toile peinte la même année mettant en scène des pêcheurs et le fleuve vu du village de Villeneuve-la-Garenne et La Seine à Port-Marly, tas de sable. Il représenta cependant le plus souvent la Seine comme lieu de loisirs, à l'instar des autres Impressionnistes. On peut penser qu'il s'agit de deux « pendants » de l'œuvre de Sisley visant à montrer le contraste entre les activités industrielles et ludiques liées au fleuve.

## Provenance
La Seine à Argenteuil, issu de la collection du docteur et amateur d'art Jean Faure, a été légué par ce dernier à la  ville d'Aix-les-Bains.

## Expositions
- Le Paysage en Orient et en Occident, exposition itinérante, France, 1960.
- Éblouissants reflets, 100 chefs-d'oeuvre impressionnistes au musée des beaux-arts de Rouen du 29 avril au 30 septembre 2013[9].

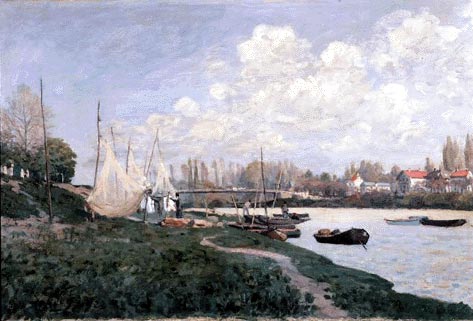
Pêcheurs étendant leurs filets par Alfred Sisley, 1872, musée d'art Kimbell.